# Idea obscura
Idea obscura är en fjärilsart som beskrevs av Otto Staudinger 1889. Idea obscura ingår i släktet Idea och familjen praktfjärilar. Inga underarter finns listade i Catalogue of Life.